# 9466 Shishir
9466 Shishir è un asteroide della fascia principale. Scoperto nel 1998, presenta un'orbita caratterizzata da un semiasse maggiore pari a 2,3017596 au e da un'eccentricità di 0,1770933, inclinata di 5,49860° rispetto all'eclittica.
L'asteroide è dedicato allo studente statunitense Shishir Hitesh Dholakia.